# Arragsia parallela
Arragsia parallela är en insektsart som beskrevs av Young 1986. Arragsia parallela ingår i släktet Arragsia och familjen dvärgstritar. Inga underarter finns listade i Catalogue of Life.